# پیرو پولی
پیرو پولی (به انگلیسی: Piero Poli) (زادهٔ ۹ اکتبر ۱۹۶۰) شناگر اهل ایتالیا است.